# Droga wojewódzka 102
Die Droga wojewódzka 102 (DW 102) ist eine Woiwodschaftsstraße in Polen, die die beiden Ostseestädte Międzyzdroje (Misdroy) und Kołobrzeg (Kolberg) – in der Streckenführung über Trzebiatów (Treptow an der Rega) – miteinander verbindet. Die Gesamtlänge beträgt 89,1 Kilometer.
Die Straße, die in ihrer Gesamtlänge der Droga Nadmorska (Küstenstraße) und zwischen Trzebiatów und Kołobrzeg der Szlak Cystersów (Zisterzienserstraße) folgt, führt durch die Woiwodschaft Westpommern und deren Kreise Kamień Pomorski (Cammin/Pommern), Gryfice (Greifenberg) und Kołobrzeg.
Die Woiwodschaftsstraße 102 beginnt im Abzweig Lubiewo (Liebeseele) der Stadt Międzyzdroje von der Droga krajowa 3 und folgt bis Dziwnówek (Walddievenow) der bis 1945 so genannten Reichsstraße 165 (die dann südlich über Cammin bis Parlowkrug (Parłówko) führte).
Zwischen Trzebiatów (Treptow a.d. Rega) und Kołobrzeg (Kolberg) verläuft die DW 102 auf der Trasse der ehemaligen Reichsstraße 161, die von Kolberg über Greifenberg i. Pom. (Gryfice), Plathe, Regenwalde (Resko) nach Labes (Łobez) führte.

## Straßenverlauf
Woiwodschaft Westpommern
- Powiat Kamieński (Kreis Cammin/Pommern)
  - Międzyzdroje (Misdroy) (DK 3 → Świnoujście (Swinemünde) bzw. → Goleniów (Gollnow) – Szczecin (Stettin) – Gorzów Wielkopolski (Landsberg/Warthe) – Zielona Góra (Grünberg/Schlesien) – Legnica (Liegnitz) – Jelenia Góra (Hirschberg/Schlesien) – Jakuszyce (Jakobsthal)/Tschechien)

-   - Wisełka (Neuendorf)
  - Kołczewo (Kolzow)
  - Świętouść (Swantuß)
  - Międzywodzie (Heidebrink)

- ~ Dziwna (Dievenow) ~
  - Dziwnów (Dievenow)

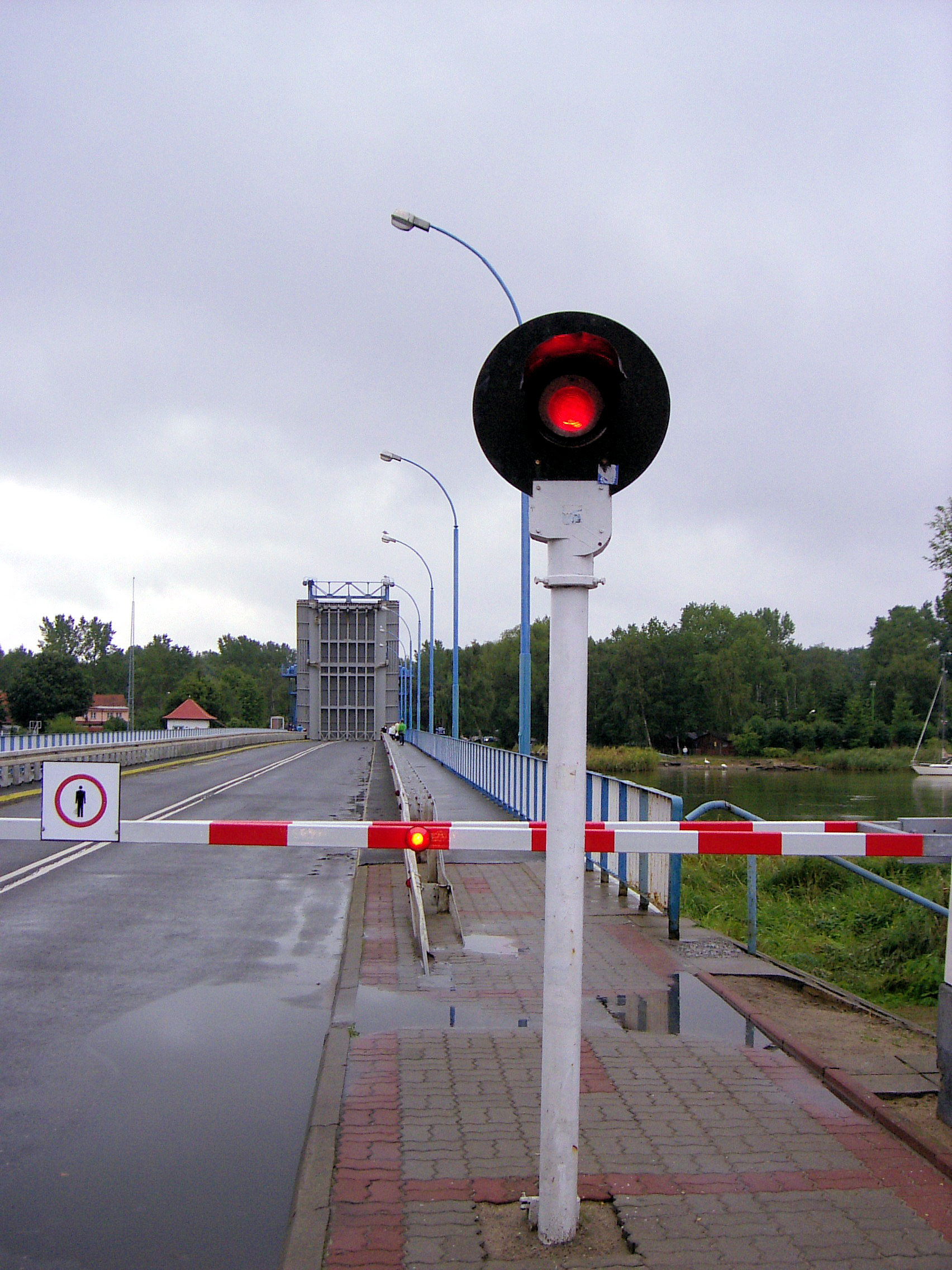
Brücke über die Dziwna (Dievenow) bei Dziwnów (Dievenow)

  - Dziwnówek (Walddievenow) (DW 107 →  Kamień Pomorski (Cammin/Pommern) – Parłówko (Parlowkrug))
  - Łukęcin (Lüchenthin)

- Powiat Gryficki (Kreis Greifenberg)
  - Pobierowo (Poberow)
  - Pustkowo (Pustchow)
  - Trzęsacz (Hoff)
  - Rewal (Rewahl)
  - Lędzin (Lensing) (DW 110 → Cerkwica (Zirkwitz) – Gryfice (Greifenberg))
  - Konarzewo (Kirchhagen)
  - Rogozina (Mittelhagen)
  - Zapolice (Volckenhagen)
  - Trzebiatów (Treptow an der Rega) (DW 103 → Cerkwica (Zirkwitz) – Kamień Pomorski (Cammin/Pommern) und DW 109 → Mrzeżyno (Deep) bzw. → Gryfice (Greifenberg) Płoty (Plathe))

- ~ Rega ~
- X Staatsbahnstrecke 402: Goleniów (Gollnow) – Koszalin (Köslin) X
  - Gołańcz Pomorska (Glansee)

- Powiat Kołobrzeski (Kreis Kolberg)
  - Bogusławiec (Charlottenhof)

- ~ Błotnica (Spiebach) ~
  - Błotnica (Spie)
  - Drzonowo (Drenow)
  - Rościęcino (Rossenthin) (DW 162 → Gościno (Groß Jestin) – Świdwin (Schivelbein) – Drawsko Pomorskie (Dramburg/Pommern))

- ~ Wielki Rów (Zingelgraben) ~
  - Zieleniewo (Sellnow)
  - Kołobrzeg (Kolberg) (DK 11 → Koszalin (Köslin) – Szczecinek (Neustettin) – Piła (Schneidemühl) – Poznań (Posen) – Ostrów Wielkopolski (Ostrowo) – Kluczbork (Kreuzburg) – Bytom (Beuthen/Oberschlesien) und DW 163 → Białogard (Belgard) – Połczyn-Zdrój (Bad Polzin) – Czaplinek (Tempelburg) – Wałcz (Deutsch Krone))